# Byakuya Kuchiki
Byakuya Kuchiki (朽木 白哉 , Kuchiki Byakuya) is een personage uit de Japanse anime- en mangaserie Bleach. Hij is de captain van de 6e divisie van de Gotei 13.

## Achtergrond
Byakuya Kuchiki is het 28ste hoofd van de Kuchiki-familie, een van de vier adellijke families in Soul Society. Byakuya handelt als een aristocraat en blijft altijd rustig en onverschillig naar andere mensen. Ook in gevechten blijft hij de rust zelve en is hij zelden verrast door acties van anderen.
Byakuya gelooft in de wet en het rechtssysteem. Hij volgt de regels op zonder daar aan te twijfelen. Hij gelooft dat hij als hoofd van een adellijke familie en captain de regels niet opvolgt niemand het zal doen Hij vindt dat iedereen die tegen de wet in gaat gestraft moet worden. Desondanks geeft hij om degenen die belangrijk voor hem zijn en zal hij ze beschermen.
Byakuya draagt het standaard captainuniform samen met witte haarstukjes kenseikan genaamd. Dit symboliseert zijn adellijkheid als hoofd van de Kuchiki-familie. Ook heeft hij een witte sjaal die gemaakt is door een meesterwever. De sjaal is gemaakt van zilverwitte zijde (ginpaku kazahana no uzuginu) en is al jaren in de Kuchuki-familie. Van de waarde van de sjaal zouden tien grote huizen kunnen worden gebouwd. In de anime is de sjaal lichtgroen (aflevering 52 en 53).
In het Shinigami Illustrated Picture Book laat Byakuya zijn komische kant zien waar hij normaal serieus is. Hij gaat naar de bijeenkomst van luitenants als zijn luitenant Renji Abarai absent is. Ook gaat hij naar de Shinigami Women's Association als Rukia niet aanwezig kan zijn. In het Illustrated Picture Book van aflevering 113 merkt hij op dat hij zijn haar knipt met zijn zanpakuto senbonzakura.

## Vroegere geschiedenis
Er is niet veel bekend over de vroegere geschiedenis van Byakuya. Toen Ginrei Kuchiki, de toenmalige captain van de 6e divisie, bezig was om Byakuya voor te bereiden op het leiderschap van de familie maakte Ginrei zich zorgen om zijn uitbarstingen en heethoofdige houding. Gedurende die tijd plaagde Yoruichi Shihouin hem telkens en won telkens met tikkertje spelen terwijl ze flash steps gebruiken.
Zo'n 55 jaar voor de verhaallijn van Bleach trouwde Byakuya met Hisana, die toen in Inuzuri woonde, een van de armste wijken van Rukongai. Door dit huwelijk heeft hij de regels overtreden door haar in de Kuchiki-familie te brengen. Voor haar dood vroeg ze aan Byakuya om haar biologische zus Rukia te vinden, te adopteren en te beschermen. Ook moest hij beloven te verzwijgen dat ze haar zus was, omdat ze vond dat ze het niet waard was om Rukia's zus te zijn.
Een jaar later, toen Rukia op de academie zat vond Byakuya haar en heeft haar meteen geadopteerd als zus. Hierdoor heeft hij de laatste wens van zijn vrouw vervuld, maar hierdoor overtrad hij de regels van zijn familie opnieuw. Hij beloofde op het graf van zijn ouders dat hij nooit meer de regels zou overtreden, wat er ook zou gebeuren.
Er wordt aangenomen dat Byakuya minder dan 50 jaar voor de verhaallijn van Bleach kapitein van de 6e divisie werd, net nadat Rukia in de Gotei 13 kwam. Gin Ichimaru werd rond dezelfde tijd captain van de derde divisie en begint sindsdien onzinnige gesprekken met Byakuya als ze elkaar tegenkomen.

## Verhaallijnen
Byakuya verschijnt voor het eerst als hij op een missie is met zijn luitenant Renji Abarai om Rukia Kuchiki te arresteren en Ichigo Kurosaki te vermoorden (Manga volume 6, hoofdstuk 51; anime episode 15). Ze hadden Rukia gearresteerd, maar hebben Ichigo niet vermoord doordat Rukia smeekte om hem te laten leven. Byakuya onderbreekt de reddingspoging van Ganju Shiba en Hanataro Yamada om Rukia te bevrijden en later Renji's aanval ook om Rukia vrij te krijgen. Als het Ichigo wel lukt om Rukia van haar executie te redden vechten hij en Byakuya in een lang gevecht waar ze beiden hun bankai gebruiken. Ichigo's onervarenheid leidt tot een nadeel, maar door zijn Hollow-krachten valt het nadeel weg en door al zijn kracht in zijn laatste aanval te stoppen weet hij de zanpakuto van Byakuya te breken. Later als Sosuke Aizen Gin Ichimaru de opdracht geeft om Rukia te doden duwt Byakuya haar weg en vangt hij de klappen van de aanval op. Tijdens zijn behandeling vertelt hij aan Rukia waarom ze was geadopteerd, biedt zijn excuses aan en bedankt Ichigo. Byakuya's houding ten opzichte van Rukia verandert, hij zorgt voor haar in een indirecte manier en zijn visie dat de rechtspraak altijd juist is is aangepast. Hij blijft Ichigo wel minachten.
Als de dreiging van de Bounto's serieus wordt voor Soul Society gebruikt Byakuya de archieven van de Kuchiki-familie om informatie op te zoeken van de Bounts voor generaal Yamamoto. Als de Bounts Soul Society binnendringen helpt Byakuya Rukia in haar gevecht met Yoshi. Hierna gaat hij op zoek naar Bount-leider Jin Kariya. Ze ontmoeten elkaar en beginnen een gevecht dat wordt onderbroken door Ichigo en later door Rantao.
Byakuya verschijnt in de echte wereld om het team van Toshiro Hitsugaya terug te halen aan het einde van de Arrancar-arc. In het geheim laat hij toe dat Rukia en Renji Orihime mogen redden. Volgens hem was de opdracht alleen maar om ze terug te brengen naar Soul Society, wat ze daarna doen is niet zijn zaak. Byakuya verschijnt in Hueco Mundo om Rukia te redden van de 7e Espada Zommari Leroux. Na een snelle krachtmeting waar ze hun snelheid gebruiken, waar Byakuya superieur in is. Hierna gebruikt Zommari zijn zanpakuto en hij heeft hierna de controle over Byakuya's ledematen. Byakuya snijdt in zijn linkerbeen en -arm om zijn spieren van zijn zenuwen te scheiden, zodat hij ze niet meer kan bewegen en de techniek van Zommari geen effect meer heeft. Zommari neemt hierna Rukia's lichaam over en zet haar zanpakuto tegen haar eigen nek. Byakuya gebruikt kido om Rukia's lichaam te verlammen, daarna gebruikt hij zijn bankai om Zommari uit te schakelen. Zommari overleeft de aanval, maar de volgende aanval van Byakuya overleeft hij niet. Nadat Rukia weer gezond is, vertelt Byakuya haar te rusten voor de belangrijke gevechten die er nog aankomen.
Byakuya en Kenpachi Zaraki vochten in Hueco Mundo tegen de tiende Espada, Yammy Rialgo. Nadat ze dit gevecht wonnen, keren ze terug naar Soul Society, waar ze beiden hartelijk verwelkomd worden door de leden van hun Squad. Later worden ze door Genryusai Yamamoto berispt omdat ze hun haori verloren zijn. De kapiteins reageren er echter luchtig op, en Byakuya antwoordt dat hij zulk goedkoop materiaal gemakkelijk kan vervangen.

## Krachten
Byakuya is als 6e divisie captain goed in alle vormen van shinigami gevechtsvormen. Hij kan zonder enige moeite een shinigami-luitenant verslaan.
Zijn grote kracht is zijn snelheid: hij is enorm vaardig met flash steps (shunpo), het sneller dan het licht bewegen. Hij heeft getraind met (maar nooit geëvenaard) Godin van de Flash Yoruichi Shihouin. Yoruichi heeft Byakuya sommige technieken van haar eigen stijl geleerd, zoals utsusemi, dit zorgt ervoor dat Byakuya snel kan bewegen, maar dat er ook een beeld blijft staan van waar hij stond. Zijn favoriete techniek volgens Renji Abarai is senka een flash step gecombineerd met een aanval in het midden van het lichaam.
Byakuya heeft ook een grote vaardigheid in kido, een magie voor shinigami. Hij kan tot nummer 81 moeiteloos gebruiken zonder de spreuk.

### Senbonzakura
Byakuya Kuchiki's zanpakuto is Senbonzakura (千本桜). De shikai wordt geactiveerd door het commando scatter. Bij de shikai verandert het zwaard in duizenden kleine mesjes. Deze aanval kan worden tegengegaan voordat het zwaard helemaal in stukjes is gegaan door het te omwikkelen zoals Yoruichi Shihouin heeft gedaan.
De mesjes zijn te klein om met het oog waar te nemen, al reflecteren ze het licht zodat ze eruitzien als blaadjes van een kersenbloesem. Byakuya kan de mesjes met zijn gedachten besturen, als hij zijn handen erbij gebruikt worden de mesjes twee keer zo snel.
Byakuya's bankai heet Senbonzakura Kageyoshi (千本桜景厳) en is een grotere versie van de shikai. Om bankai te activeren laat Byakuya zijn zwaard in de grond zakken. De zanpakuto gaat door de grond heen en laat twee rijen grote zwaarden opstijgen. Deze kunnen in miljoenen kleine stukjes veranderen. Het aantal stukjes is zo groot dat Byakuya het voor aanval en verdediging tegelijk kan gebruiken. Meestal gebruikt hij ze in grote massa's stukjes om de tegenstander te verbrijzelen. Net als zijn shikai is het commando voor de aanval scatter
Byakuya's bankai heeft verschillende vormen, de zwaarden verschijnen in verschillende patronen. Ze kunnen geactiveerd worden door de naam van de techniek te zeggen gevolgd door de naam van de bankai. Elke vorm heeft een ander voordeel.
Byakuya's aanvalsvorm is senkei (殲景). Deze herenigt de blaadjes in complete zwaarden die vier rijen rond Byakuya en zijn tegenstander vormen. Deze vorm is erop gericht op de tegenstander te vermoorden. Byakuya gebruikt bij deze aanval zijn hand. In zijn gevecht met Ichigo Kurosaki merkt hij op dat hij senkei alleen gebruikt bij degene wie hij heeft gezworen om ze met zijn eigen handen te vermoorden. Ichigo is de tweede die deze aanval heeft gezien. Nadat de tegenstander niet meer kan bewegen, kan Byakuya de andere mesjes opdragen om de tegenstander te raken. Ook kan hij alle mesjes in één keer gebruiken voor een krachtige aanval.
Om de defensie van de tegenstander te overweldigen kan Byakuya gokei (吭景) gebruiken. Elk blaadje vliegt rond de tegenstander, de blaadjes vallen dan tegelijkertijd aan waar de tegenstander niet aan kan ontsnappen.
Als Byakuya verzwakt is kan hij shukei (終景) gebruiken. Dit zorgt ervoor dat alle mesjes één groot zwaard worden. Het zwaard wordt heel licht wit en het neemt de vorm aan van een vogel. Byakuya krijgt hierdoor ook witte vleugels en van achter een halo-cirkel, beide van spirituele kracht gemaakt.